# 1949 في السعودية
تحتوي هذه المقالة على أهم الأحداث التي شهدتها السعودية في 1949، إضافة إلى أهم الشخصيات السعودية التي وُلدت أو تُوفيت في هذه السنة.

## السياسة

### الحكم
الملك: عبد العزيز بن عبد الرحمن آل سعود

### تعيينات
- تعيين أسعد الفقيه كأول سفير للسعودية في الولايات المتحدة في عهد المؤسس الملك عبد العزيز، وظل في منصبه حتى عام 1374 هـ / 1954 م.[1]
- تعيين فريق أول متقاعد/ فائز محمد العوفي رئيساً لفرقة مطافئ العاصمة بالدفاع المدني.[2]

#### يناير

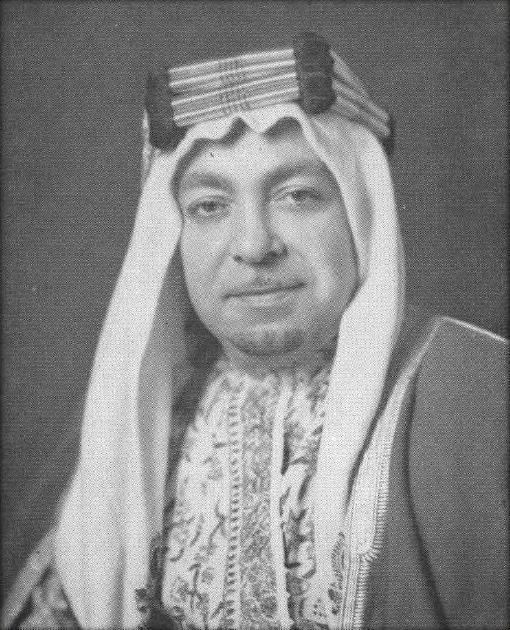
1949 م تم فيها تعيين أسعد الفقيه كأول سفير للسعودية في الولايات المتحدة في عهد المؤسس الملك عبد العزيز.

- 1949 م تم فيها تعيين أسعد الفقيه كأول سفير للسعودية في الولايات المتحدة في عهد المؤسس الملك عبد العزيز. 1: سعيد بن عبد الله كردي، رئيساً للأركان العامة.

## أحداث
- تعيين إبراهيم صالح بكر قائدًا لنادي الأهلي السعودي.
- إنشاء أول مدرسة صناعية في جدة. [3]
- الملك عبدالعزيز يعلن في خطاب رسمي عن عزمه على توسعة المسجد النبوي لتستغرق الدراسات مدة عامين حيث تم شراء الأبنية والدور الواقعة في الجهات الثلاث الشرقية والغربية والشمالية وأزيل من البناء القديم الجزء الشمالي، وأضيف إليه مساحة جديدة تقاربها وبقي القسم الجنوبي الحالي ومساحته أربعة آلاف متر وستة وخمسون متراً مربعاً وبذلك أصبحت مساحة المسجد النبوي بعد هذه التوسعة ستة عشر ألفاً وخمسمائة وثمانية وأربعين متراً تقريبا. [4]
- الخطوط الجوية السعودية تتسلم أول طائرة من طراز بريستول 170 وايفارير من أصل خمس طائرات تم استلامها جميعا قبل نهاية العام.[5]
- إنشاء المعهد العلمي بالرياض أو معهد الرياض العلمي وقد افتتحه افتتحه الملك عبد العزيز آل سعود[6]، وأسندت مهمة الإشراف عليه إلى مفتي المملكة العربية السعودية آنذاك الشيخ محمد بن إبراهيم. يقوم المعهد بتدريس مواد كثيرة يغلب عليها الطابع الشرعي مثل: زاد المستقنع، العقيدة الواسطية، عمدة الأحكام، الفرائض، مصلح الحديث، أصول الفقه. تُعد المعاهد العلمية التابعة للجامعة اللبنة الأولى لإنشاء الجامعة والركيزة الأساسية للتعليم الجامعي في العلوم الشرعية والاجتماعية.[7]
- تصدير أول شحنة من النفط المكرر من معمل التكرير برأس تنورة؛ في احتفال حضره ولي العهد آنذاك سعود بن عبدالعزيز آل سعود.[8]
- صدور أول عدد من مجلة أرامكو وورلد (بالإنجليزية: Aramco World) أو (السعودية أرامكو وورلد سابقًا (بالإنجليزية: Saudi Aramco World))، المجلة تصدر كل شهرين من قِبل شركة أرامكو السعودية للخدمات، وهي شركة مقرها الولايات المتحدة وتابعة لشركة أرامكو السعودية، التي هي شركة نفط مملوكة للدولة في المملكة العربية السعودية.[9]
- تأسيس نادي النهضة لكرة القدم[10] برئاسة عبدالكريم السلمي، وكانت سبب التأسيس عندما لعب عبد الكريم السلمي بنادي الهلال بالخبر ومعه عبد الرحمن السلمي وحدث انقسام بين لاعبيه وحدث سوء تفاهم وخرج منه مجموعة لاعبين وأسسوا فريقا آخر هو النهضة بالخبر ومنهم عبد العزيز المزروع وسليمان القصيبي والميبر وخالد الدوسري وعبد المحسن الضويحي ثم غادر عبد الكريم السلمي الخبر متوجها إلى الدمام لتأسيس نادي النهضة فيها.
- الملك عبدالعزيز بن عبدالرحمن آل سعود يصدر صدر أمر ملكي بإنشاء مصانع الحربية في الخرج. حيث بدأت خطوة التنفيذ الأولى في 16/12/1369هـ الموافق 8/9/1950م بتوقيع منصور بن عبدالعزيز وزير الدفاع آنذاك؛ عقود بناء التجهيزات الأساسية للمصانع الحربية وتوريد المعدات الخاصة بإنشاء مصنع الذخيرة. وتم وضع حجر الأساس للمصنع في 10/10/1370هـ، ثم تفضل الملك سعود بن عبدالعزيز في 22/10/1373هـ بتدشين المصانع الحربية معلناً بداية إنتاج مصانع الذخيرة.[11]

شعار نادي النهضة والذي تم تأسيسه عام 1949م

- صدور النظام الأول للغرف التجارية من الأمانة العامة المساعدة لشؤون الغرف واللجان الوطنية. [12]
- تأسيس مجموعة رضايات (بالإنجليزية: Rezayat Group) وهي مجموعة من الشركات التي يقع مقرها الرئيسي في مدينة الخبر بالمملكة العربية السعودية.[13] تنشط مجموعة رضايات في مجالات النفط والغاز والمياه وتوليد الطاقة والهندسة والنقل مع أكثر من 16000 موظف وتعمل في 13 دولة.[14] إنها شركة عائلية مملوكة من عائلة علي رضا التجارية.
- الملك عبدالعزيز بن عبدالرحمن آل سعود يأمر بإنشاء مكتب الجهاد والمجاهدين فكان نواة الحرس الوطني. [15]

### فبراير
- 7: انضمام المملكة العربية السعودية إلى الاتحاد الدولي للاتصالات وهو ثاني أقدم تنظيم عالمي ما زال موجودًا ويعمل على تقييس وضبط الراديو والاتصال عن بعد، وجدت في بادئ الأمر باسم «الاتحاد الدولي للتلغراف» بباريس في 17 أيار 1865، مهمتها الرئيسية تضمين التقييس، تقسيم طيف الراديو، وتنظيم ترتيب وصل المشتركين بالشبكة العامة بين الدول المختلفة للسماح بالمكالمات الهاتفية الدولية، أخذا بعين الاعتبار تنفيذ الاتصال عن بعد كوظيفة مشابهة للوظيفة التي يقوم بها التحاد البريدي العام UPU لإنجاز الخدمات البريدية.

### يوليو
- 18: الملك عبدالعزيز آل سعود يصدر مرسومًا ملكيًا بتأسيس الإذاعة في المملكة العربية السعودية.[16]

### أكتوبر
- 1: بث أول إرسال من المحطة الإذاعية بمدينة جدة يوم الوقوف بعرفة والتي بدأت بكلمة الأمير فيصل بن عبدالعزيز تضمنت تهنئة الحجيج بمناسبة الحج.[17]

## مواليد
- محمد بن أحمد الحساني، يعتبر من أدباء المملكة العربية السعودية، ولد في مكة المكرمة، وتخرج من معهد إعداد المعلمين بمكة، وعمل بالتدريس، وقد رأس تحرير جريدة أخبار العالم الإسلامي، ومن ثم أصبح مدير إدارة الصحافة والنشر برابطة العالم الإسلامي، ومدير إدارة المؤتمرات[18]، وشارك بالكتابة في عدد من المجلات والصحف أخرها صحيفة عكاظ.[19]
- خالد بن منصور بن ناصر العقيل هو أكاديمي سعودي وعضو في مجلس الشورى السعودي منذ أن تم تعيينه بأمر ملكي في 3 ربيع الأول، 1438هـ الموافق لـ2 ديسمبر 2016م. ولد خالد العقيل في مكة المكرمة في ربيع الآخرة عام 1368 هـ.[20]
- أحمد أمين مرشد باحث ومؤرخ وصحفي سعودي، من مواليد المدينة المنورة ويعد من أشهر مؤرخيها.[21] وحصل على درجة البكالوريوس عام 1394هـ/1974 من جامعة الملك سعود قسم آداب وتربية تخصص تاريخ، عمل بعد تخرجه الجامعي مدرسا بإدارة تعليم المدينة المنورة.
- عبد الله بن علي الماجد كاتب سعودي، وأديب ومؤرخ، مهتم باللغة العربية والأدب والتأريخ والجغرافيا. ولد بمحافظة الأفلاج بالمملكة العربية السعودية، انتقل لمدينة الرياض لاكمال الدراسة في ثانوية المعهد الصناعي، وحصل على شهادة البكالوريوس في التاريخ من جامعة الإمام محمد بن سعود بالرياض بدرجة ممتاز. كما أنشأ دار المريخ للنشر.[22][23]

### يناير
- 1: أحمد أبودهمان، كاتب وروائي باللغتين العربية والفرنسية.
- 1: مريم الغامدي ممثلة ومذيعة ومخرجة وكاتبة سعودية، هي أول امرأة سعودية تقف على خشبة المسرح وأول من تعمل بالتمثيل وأول مذيعة سعودية وذلك عن طريق الإذاعة الذي عملت بها وهي طفلة وذلك بعام 1962.
- 28: إبراهيم العساف، وزير الخارجية السعودي.

### مارس
- 2: بندر بن سلطان بن عبد العزيز آل سعود، سياسي ودبلوماسي.

### يونيو
- 12: محمد عبده، مغني وملحن.

### يوليو
- 17: محمد العلي، ممثل ومنتج فني.

### سبتمبر
- 24: خالد بن سلطان بن عبد العزيز آل سعود، نائب وزير الدفاع السابق.

### ديسمبر
- 26: خالد بن محفوظ، مستثمر ومصرفي ورجل أعمال.

## وفيات

### مايو
- 1: عبد الله بن عبد الرحمن سراج، مفتي الحنفية في مكة أواخر عهد شرافة مكة. (و. 1876).